# یواس‌اس آروستوک (۱۸۶۱)
یواس‌اس آروستوک (۱۸۶۱) (به انگلیسی: USS Aroostook (1861)) یک کشتی بود که طول آن ۱۵۸ فوت (۴۸ متر) بود. این کشتی در سال ۱۸۶۱ ساخته شد.